# لنالیدومید
لنالیدومید(به انگلیسی: Lenalidomide)، که با نام تجاری Revlimid فروخته می‌شود، دارویی است که برای درمان مولتیپل میلوما (MM) و سندرم میلودیسپلاستیک (MDS) استفاده می‌شود. برای استفاده در درمان MM، حداقل بعد از یک درمان دیگر و به طور کلی همراه با دگزامتازون استفاده می‌شود. این دارو به صورت خوراکی تجویز می‌شود.
عوارض جانبی شایع این دارو شامل اسهال، خارش، درد مفاصل، تب، سردرد و مشکل خواب است. عوارض جانبی شدید ممکن است شامل ترومبوسیتوپنی، کاهش گلبول‌های سفید خون و لخته شدن خون باشد. استفاده در دوران بارداری ممکن است به کودک آسیب برساند. ممکن است لازم باشد دوز مصرفی در افرادی که مشکلات کلیوی دارند تنظیم شود. لنالیدومید ساختار شیمیایی مشابه تالیدومید دارد اما سازوکار عملکرد آن متفاوت است. نحوه عمکلرد این دارو از سال ۲۰۱۹ کاملاً مشخص نیست.
لنالیدومید برای استفاده پزشکی در ایالات متحده در سال ۲۰۰۵ تأیید شد. این دارو در فهرست داروهای ضروری سازمان بهداشت جهانی قرار دارد.